# Powstawanie siły nośnej
Powstawanie siły nośnej – opisy głównych modeli fizycznych i niektórych metod obliczeń siły nośnej.
Siła nośna to składowa siły aerodynamicznej powstająca przy ruchu otoczonego płynem ciała (profilu) względem tego płynu, prostopadła do kierunku ruchu. Powstaje w wyniku korzystnego rozkładu ciśnień na profilu, a ten jest wynikiem tworzącego się wokół ciała wiru cyrkulacyjnego – dodatkowego pola prędkości przyspieszającego strugi na górnym obrysie profilu, a spowalniającego te na dolnym, co w odniesieniu do prawa Bernoulliego oznacza, że ciśnienie na górnym obrysie będzie mniejsze niż na dolnym – ciało jest „zasysane w górę”.

## Wzór fizyczny
Siłę nośną określa wzór:
{\displaystyle P_{z}=C_{z}\cdot \rho \cdot S\cdot {\frac {V^{2}}{2}},}
gdzie:
- {\displaystyle P_{z}} – wytworzona siła nośna,
- {\displaystyle \alpha } – kąt natarcia, czyli kąt między pochyleniem profilu w stosunku do kierunku napływających strug powietrza,
- {\displaystyle C_{z}} – współczynnik siły nośnej, dla profili skrzydeł samolotów wyliczalny teoretycznie, ale także wyznaczany empirycznie, zależny jest głównie od kąta natarcia {\displaystyle \alpha ,} ale także od kształtu profilu. Dla niewielkich kątów natarcia, poniżej 0,2 radiana, nachylenie charakterystyki {\displaystyle {\frac {{\text{d}}C_{z}}{{\text{d}}\alpha }}} jest stałe, bliskie 6 – teoretycznie {\displaystyle 2\cdot \pi ,}
- {\displaystyle \rho } – gęstość płynu (powietrze na poziomie morza 1,225 kg/m³),
- {\displaystyle S} – powierzchnia ciała,
- {\displaystyle V} – prędkość ciała względem płynu.

## Wstępne wnioski z zasad dynamiki Newtona
Zgodnie z trzecią zasadą dynamiki Newtona, jeżeli płyn wywiera na ciało siłę nośną Pz (będącą wypadkową sił od ciśnień) w kierunku {\displaystyle z} prostopadłym do prędkości płynu niezakłóconego, to ciało wywiera taką samą reakcję na płyn i powoduje zmianę pędu płynu w kierunku {\displaystyle z{:}}
{\displaystyle m\cdot V_{z}=P_{z}\cdot t,}
gdzie:
- {\displaystyle m} – masa płynu, której pęd uległ zmianie,
- {\displaystyle V_{z}} – przyrost prędkości masy {\displaystyle m} w kierunku {\displaystyle z.}

Nie znając {\displaystyle m} ani {\displaystyle V_{z}} nie można obliczyć z tego wzoru siły nośnej. Można jednak oszacować, jakiego rzędu jest wielkość obszaru płynu, który bierze udział w jej powstawaniu. W czasie {\displaystyle t} przez obszar ten przepływa masa płynu m:
{\displaystyle m=V\cdot S\cdot t\cdot \rho ,}
gdzie:
- {\displaystyle V} – prędkość ciała,
- {\displaystyle S} – pole przekroju poprzecznego obszaru,
- {\displaystyle t} – czas,
- {\displaystyle \rho } – gęstość płynu.

Załóżmy, że rozpatrywany jest ruch samolotu i przyjmijmy dopuszczalne oszacowanie, że za skrzydłem występuje odchylenie strumienia opływu o kąt rzędu kąta natarcia {\displaystyle \alpha .} Mamy wtedy:
{\displaystyle S={\frac {Q}{\alpha \cdot V^{2}\cdot \rho }}.}
Niech to będzie duży samolot, lecący dość wolno:
- waga {\displaystyle Q} = {\displaystyle P_{z}} = 200 000 kG,
- rozpiętość skrzydeł {\displaystyle p} = 50 m,
- kąt natarcia {\displaystyle \alpha } = 0,1 rad,
- prędkość {\displaystyle V} = 100 m/s.

Otrzymamy wtedy:
{\displaystyle S} = 1600 m².
Czyli dla rozpiętości skrzydeł 50 m obszar, którego wielkość oceniamy, będzie miał ponad 30 m szerokości w kierunku prostopadłym do rozpiętości skrzydeł.
Reasumując: Proces powstawania siły nośnej nie jest ograniczony do zjawisk na styku profilu z płynem, lecz zachodzi w obszarze, który ma wymiary rzędu wymiarów ciała, na które ta siła działa.
Powyższe rozważania mają tylko poglądowy charakter i nie pozwalają określić rozkładu prędkości i ciśnień w tym obszarze.

## Ogólne sformułowanie zadania

Obliczanie siły oddziaływania płynu na ciało.

Aby określić oddziaływania płynu na izolowany profil należy rozpatrywać nieograniczony obszar płynu będącego w spoczynku w nieskończenie wielkiej odległości od ciała.
W układzie odniesienia {\displaystyle x',y',z'} związanym z nieruchomym płynem przyjmuje się następujące warunki brzegowe:
- składowe prędkości {\displaystyle V_{x}(x',y',z',t)=V_{y}(x',y',z',t)=V_{z}(x',y',z',t)=0,}

gdy {\displaystyle {\sqrt {x'^{2}+y'^{2}+z'^{2}}}=\infty ,}
- składowe {\displaystyle V_{n}} tych prędkości prostopadłe do powierzchni ciała muszą być na tej powierzchni zerowe.

W wyniku zastosowania matematycznych narzędzi teorii pola i równań dynamiki płynów oblicza się pole ciśnień {\displaystyle p(x',y',z',t)} i pole prędkości {\displaystyle {\vec {v}}(x',y',z',t).}
Oznaczając powierzchnię ciała przez {\displaystyle \partial \Omega ,} a przez {\displaystyle {\vec {n}}} – normalną zewnętrzną, otrzymamy całkowitą reakcję ze wzoru:
{\displaystyle {\vec {R}}=\iint \limits _{\partial \Omega }p{\vec {n}}\,{\text{d}}\partial \Omega +\iint \limits _{\partial \Omega }{\vec {t}}\,{\text{d}}\partial \Omega ,}
przy czym {\displaystyle p} oznacza tu ciśnienie w punktach powierzchni {\displaystyle \sigma ,} natomiast {\displaystyle {\vec {t}}} oznacza elementarny wektor siły stycznej do tej powierzchni, o kierunku i zwrocie wektora prędkości płynu w tym miejscu.
Składowa {\displaystyle {\vec {R_{z}}},} prostopadła do kierunku ruchu ciała, nazywana jest siła nośną.

## Metody aerodynamiki klasycznej, zasada Kutty-Żukowskiego
Analityczne rozwiązania zadań teorii pola i dynamiki płynów są w większości przypadków niemożliwe, wymagane są zaawansowane metody numeryczne.
Dlatego już kilkadziesiąt lat temu zagadnieniu temu poświęciła głównie uwagę aerodynamika klasyczna – dział aerodynamiki, w którym jako podstawę wszystkich rozważań przyjęto model cieczy doskonałej (to znaczy płynu nieściśliwego i nielepkiego). W połączeniu z pewnymi dodatkowymi założeniami, wynikającymi z obserwacji rozpatrywanych zjawisk, umożliwiło to sformułowanie zasadniczych praw dotyczących sił wywieranych przez płyn na poruszające się względem niego ciała, w tym siły nośnej. Mimo niedoskonałości przyjętego modelu, doświadczenie potwierdza w większości przypadków uzyskane wyniki.
Dla cieczy doskonałej której ruch jednostajny rozpoczął się od stanu spoczynku, według zasady Thomsona ruch jest ruchem potencjalnym. W przyjętym jak uprzednio układzie odniesienia istnieje potencjał prędkości {\displaystyle \phi '(x',y',z',t),} a składowe prędkości są:
{\displaystyle v_{x}{'}(x',y',z',t)={\frac {\delta \phi '}{\delta x'}},}
{\displaystyle v_{y}{'}(x',y',z',t)={\frac {\delta \phi '}{\delta y'}},}
{\displaystyle v_{z}{'}(x',y',z',t)={\frac {\delta \phi '}{\delta z'}}.}
Warunki brzegowe są jak uprzednio, z tym, że {\displaystyle V_{n}=0.}
Równanie ciągłości redukuje się do wzoru:
{\displaystyle \operatorname {div} \,{\vec {V}}=0,}
co prowadzi do:
{\displaystyle \nabla ^{2}u=0,} czyli równania Laplace’a.
Zadanie sprowadza się zatem do znalezienia funkcji {\displaystyle \phi ',} spełniającej równania Laplace’a i wymienione już warunki brzegowe, jest więc zagadnieniem Neumana.
W wyniku jego rozwiązania otrzymujemy pole prędkości {\displaystyle V_{x},V_{y},V_{z}.} Wykorzystując całkę Cauchy-Lagrange’a, oznaczając przez {\displaystyle p_{0}} ciśnienie w przepływie niezakłóconym, {\displaystyle {\vec {V}}(x',y',z',t)} – prędkość w dowolnym punkcie pola, {\displaystyle U} – potencjał jednostkowych sił masowych, a {\displaystyle \rho } – gęstość, obliczymy pole ciśnień:
{\displaystyle p(x',y',z',t)=p_{0}-\rho {\frac {\delta \phi '}{\delta t}}-\rho {\frac {V^{2}}{2}}-U.}
Wartości ciśnień wykorzystane w znanym już wzorze:
{\displaystyle {\vec {R}}=\iint \limits _{\sigma }p{\vec {n}}d\sigma ,}
w którym pominięto już całkę reprezentującą siły tarcia pozwalają obliczyć wartość siły oddziaływania cieczy na ciało.
Ruch w układzie {\displaystyle x',y',z'} związanym z cieczą jest z natury ruchem nieustalonym, mimo stałej prędkości ciała względem tego układu. W celu dalszego uproszczenia pod względem formalnym wprowadza się zwykle układ {\displaystyle x,y,} ze związany z ciałem. Ruch jest wtedy ustalony, jeżeli ciało porusza się ruchem prostoliniowym ze stałą prędkością. Potencjał nie zależy od czasu, a warunki na pochodne mają teraz postać:
{\displaystyle v_{x}={\frac {\delta \phi }{\delta x}}=V_{\infty };\quad V_{y}=V_{z}=0\quad {\text{gdy}}\quad {\sqrt {x^{2}+y^{2}+z^{2}}}=\infty ,}
{\displaystyle v_{n}={\frac {\delta \phi }{\delta \ n}}=0.}
Układy {\displaystyle x',y',z'} i {\displaystyle x,y,z} są równoległe, a ciało porusza się z prędkością:
{\displaystyle v_{x}'=v_{\infty },}
{\displaystyle v_{y}'=0,}
{\displaystyle v_{z}'=0}
względem układu nieruchomego.

### Przepływ płaski
Wiele ważnych zagadnień aerodynamiki można traktować w przybliżeniu jako zagadnienia dwuwymiarowe, płaskie. Jest to szczególnie ważne i korzystne z punktu widzenia metod obliczeniowych, ponieważ można tu stosować potężny aparat teorii funkcji zmiennej zespolonej.
Przepływ płaski wokół płata nośnego ma podstawowe znaczenie w teorii profilu lotniczego. Ponieważ wszystkie parametry płaskiego ustalonego ruchu cieczy doskonałej zależą tylko od dwóch zmiennych niezależnych, można wprowadzić pewne szczególne funkcje tego ruchu: potencjał prądu i potencjał zespolony.
Jeśli ruch cieczy zachodzi w płaszczyźnie {\displaystyle x,y,} można napisać różniczkowe równanie każdej linii prądu w postaci:
{\displaystyle {\frac {{\text{d}}x}{v_{x}}}={\frac {{\text{d}}y}{v_{y}}},}
czyli:
{\displaystyle -v_{y}\cdot {\text{d}}x+v_{x}\cdot {\text{d}}y=0.}
Lewa strona stanowi tu różniczkę zupełną pewnej funkcji pod warunkiem:
{\displaystyle \operatorname {div} \,{\vec {V}}=0,}
który jest spełniony w każdym płaskim bezźródłowym przepływie cieczy doskonałej.
Istnieje zatem funkcja Ψ, która nazywana będzie potencjałem prądu. Mamy dalej:
{\displaystyle -v_{y}={\frac {\delta \psi }{\delta x}};\quad v_{x}={\frac {\delta \psi }{\delta y}}.}
Udowadnia się, że jeżeli ruch jest bezwirowy, czyli rotacja jest zero:
{\displaystyle \nabla \times \mathbf {V} ={\frac {\partial v_{y}}{\partial x}}-{\frac {\partial v_{x}}{\partial y}}=0,}
to:
{\displaystyle \nabla ^{2}\Psi =0,}
czyli pole płaskie bezwirowe jest potencjalne. Istnieje potencjał prędkości oznaczany {\displaystyle \phi ,} i dalej:
{\displaystyle v_{x}={\frac {\delta \phi }{{\text{d}}x}},}
{\displaystyle v_{y}={\frac {\delta \phi }{{\text{d}}y}}.}
Składowe te wyrażają się jednak również przez pochodne funkcji prądu. Otrzymuje się zatem:
{\displaystyle {\frac {\delta \phi }{{\text{d}}x}}={\frac {\delta \psi }{{\text{d}}y}},}
{\displaystyle {\frac {\delta \phi }{{\text{d}}y}}=-{\frac {\delta \psi }{{\text{d}}x}}.}
Są to znane z teorii funkcji zespolonej warunki Cauchy-Riemanna.
Wynika z nich, że potencjał prędkości {\displaystyle \phi } jest częścią rzeczywistą, a potencjał prądu {\displaystyle V} – częścią urojoną pewnej funkcji holomorficznej. Funkcję tę nazywamy potencjałem zespolonym i oznaczamy zwykle w(z); zatem:
{\displaystyle w(z)=\phi (x,y)+i\cdot \psi (x,y),}
przy czym:
{\displaystyle z=x+i\cdot y,}
gdzie {\displaystyle i} oznacza jednostkę urojoną.
Każda funkcja holomorficzna określa pewien płaski, ustalony przepływ bezwirowy cieczy doskonałej; równanie rodziny linii tego przepływu otrzymuje się porównując część urojoną funkcji do stałej, stanowiącej parametr.
Linie prądu są ortogonalne do linii stałego potencjału prędkości. Dla każdego przepływu, określonego potencjałem zespolonym, można stworzyć przepływ sprzężony, którego linie prądu są liniami stałego potencjału prędkości zadanego przepływu, a linie stałego potencjału prędkości – liniami prądu zadanego przepływu.
Przepływy, określone prostą pod względem analitycznym funkcją, nazywane są przepływami elementarnymi.
Przepływy określone potencjałem zespolonym, podlegają superpozycji:
{\displaystyle w(z)=k_{1}w_{1}(z)+k_{2}w_{2}(z)=(k_{1}\phi _{1}+k_{2}\phi _{2})+i(k_{1}\psi _{1}+k_{2}\psi _{2}).}
Można nakładać na siebie dowolną liczbę przepływów, aby uzyskać pożądany przepływ wynikowy.
Dowolną linię prądu możemy traktować jako ściankę materialną, gdyż spełnia warunek styczności prędkości do ścianki.
Jeżeli w danym przepływie płaskim cieczy doskonałej pojawi się zamknięta linia prądu, można traktować przepływ na zewnątrz niej jako opływ profilu określonego tą linią.
Obliczając reakcję wywieraną na profil przez ciecz doskonałą, gdy znany jest potencjał zespolony w(z) określający opływ profilu, otrzymuje się dla siły nośnej wzór:
{\displaystyle P_{z}=\rho \cdot V_{\infty }\cdot \Gamma }
będący matematyczną formą prawa Kutty-Żukowskiego.
Prawo to mówi, że reakcja wywierana przez ciecz doskonałą na profil izolowany w ruchu ustalonym jest proporcjonalna do sumy cyrkulacji wszystkich wirów, objętych konturem profilu, do gęstości cieczy i do modułu prędkości cieczy w nieskończoności.

#### Odwzorowanie konforemne

Poglądowy szkic przedstawiający odwzorowanie opływu okręgu na opływ badanego profilu teoretycznego, na przykład profilu Żukowskiego.

Znane jest twierdzenie, że można zawsze odwzorować konforemnie dowolną zamkniętą, nieprzecinającą się linię wraz z jej zewnętrzem, na inną zamkniętą linię i jej zewnętrze.
Niech będzie znany jest opływ pewnego profilu, np. kołowego, będący w nieskończoności przepływem jednorodnym. Płaszczyznę tego znanego opływu nazwijmy płaszczyzną pomocniczą zeta, a znany potencjał oznaczmy w(zeta).
Jeżeli w innej płaszczyźnie, zwanej płaszczyzną przepływu, jest pewien zadany profil, to na mocy przytoczonego stwierdzenia istnieje funkcja holomorficzna {\displaystyle z=f(\zeta ),} która odwzorowuje konforemnie opływ profilu kołowego na opływ profilu zadanego.
Taką samą nazwę, funkcji odwzorowującej, nadaje się też funkcji odwrotnej.
Jeśli zatem znany jest potencjał {\displaystyle W(\zeta )} i funkcja odwzorowująca, to znany jest tym samym opływ danego profilu.
Opływ profilu kołowego o promieniu {\displaystyle a} może być traktowany jako superpozycja trzech przepływów elementarnych: przepływu jednorodnego, wiru płaskiego i dipola.
Jedną z funkcji odwzorowujących jest funkcja:
{\displaystyle Z=\zeta +{\frac {c^{2}}{\zeta }},}
zwana w aerodynamice funkcją Żukowskiego. Funkcja ta przekształca przepływ wokół profilu kołowego w przepływ wokół profilu Żukowskiego – pierwszego historycznie profilu teoretycznego.
Wartość cyrkulacji w potencjale profilu kołowego nie jest określona żadnym fizycznym uwarunkowaniem.
Warunek taki wynika dopiero z tak zwanej hipotezy Żukowskiego, czyli „hipotezy spływu na ostrzu”, która oznacza matematycznie warunek ograniczenia prędkości opływu na profilu.
Na tej podstawie można wyznaczyć jedyną wartość cyrkulacji, która spełnia ten warunek, pozostając przy tym na gruncie cieczy doskonałej. Warunek ten odnosi się do wszystkich profilów, nie tylko profilu Żukowskiego. Jeżeli profil nie ma ostrza, co się zawsze dzieje w praktyce, odpowiada mu punkt o największej krzywiźnie.
Przedstawiona metoda pozwala obliczyć rozkład prędkości i ciśnień na całym profilu teoretycznym.
Jeżeli zaś wrócimy do samej siły nośnej, to wzór na siłę nośną profilu Żukowskiego jest:
{\displaystyle P_{z}=\rho \cdot V_{\infty }\cdot 4a\cdot V_{\infty }\cdot \pi \cdot \sin \alpha .}
Pamiętając o wzorze z początku artykułu:
{\displaystyle P_{z}=C_{z}\cdot \rho \cdot S\cdot {\frac {V^{2}}{2}}.}
Uzyskujemy:
{\displaystyle {\frac {{\text{d}}C_{z}}{{\text{d}}\alpha }}=2\pi ,}
co bardzo dobrze zgadza się z rzeczywistością i stanowi jeden z najważniejszych wyników teorii Żukowskiego.
Tworzenie się opływu cyrkulacyjnego i ustanawianie warunków spływu na ostrzu może być obserwowane w czasie doświadczenia. W przepływie, w którym została w pewien sposób zapewniona wizualizacja, zwiększa się stopniowo prędkość. Widać, że w pobliżu ostrza profilu, ustawionego pod pewnym kątem natarcia, tworzy się wir, który w pewnej chwili odrywa się od profilu i odpływa niesiony prądem cieczy. Opływ od tego momentu oznacza się spływem na ostrzu.
Taki wir nosi nazwę wiru początkowego. Każda zmiana kąta natarcia lub prędkości powoduje oderwanie się wiru o odpowiednim kierunku, zmniejszającego lub zwiększającego cyrkulację.
Z punktu widzenia potrzeb praktyki profil Żukowskiego ma szereg wad i nie był stosowany na szerszą skalę, powstało potem wiele innych profili teoretycznych, eliminujących wady – na przykład moment przy zerowej sile nośnej. Ponieważ jednak był historycznie pierwszy profil, to przyczynił się do rozwoju olbrzymiej liczby profili teoretyczno-eksperymentalnych.
Wyniki aerodynamiki klasycznej, wraz z bogatym materiałem doświadczalnym, są aktualne do dziś w zakresie małych prędkości lotu. Mogą być też stosowane przy użyciu odpowiednich transformacji (np. transformacja Prandtla-Glauerta) także w zakresie dużych, ale poddźwiękowych prędkości lotu.
Pewne przejściowe trudności sprawiała tu tak zwana „bariera dźwięku”.

### Równanie siły nośnej

Szkic do wyprowadzenia równania siły nośnej.

Istnieje mniej formalnie poprawna od metody Kutty-Żukowskiego, lecz łatwiejsza droga prowadząca do określenia współczynnika siły nośnej, stosująca bezpośrednio prawa Newtona, podobnie jak w pierwszej części tego artykułu, ale przy zastosowaniu pojęcia cyrkulacji, czyli okrężnej składowej ruchu płynu wokół profilu. Metoda ta nie pozwala na uzyskanie innych korzyści – poza potwierdzeniem teoretycznej wartości współczynnika siły nośnej.
Wykorzystuje się tu hipotezę Kutty-Żukowskiego o spływie na ostrzu profilu, co pociąga za sobą konieczność istnienia okrężnego ruchu cieczy wokół takiego profilu. Warunek równowagi sił bezwładności i siły od gradientu ciśnienia pozwala określić prędkość ruchu okrężnego w funkcji odległości od środka krzywizny – prędkość ta jest odwrotnie proporcjonalna do odległości od tego punktu.
Prędkość obwodowa na krawędzi spływu i przed krawędzią natarcia, w odległości {\displaystyle c/2} od środka obrotu jest:
{\displaystyle V_{z(c/2)}=V\cdot \sin \alpha ,}
a w punkcie o współrzędnych x,z jest zatem:
{\displaystyle V_{c(xz)}=V\cdot \sin \alpha \cdot {\frac {c}{2R}},}
{\displaystyle V_{c(xz)}=V\cdot \sin \alpha \cdot {\frac {c\cdot \cos \theta }{2X_{p}}},}
{\displaystyle V_{z(xz)}=V\cdot \sin \alpha \cdot {\frac {c\cdot \cos ^{2}\theta }{2X_{p}}}.}
W płaszczyźnie {\displaystyle X_{p}} zmiana pędu w kierunku osi {\displaystyle z,} skierowana w dół, wynosi:
{\displaystyle \Delta P'_{z}=\int \limits _{-\infty }^{+\infty }VV_{z(xz)}\rho bdz,}
gdzie przez {\displaystyle b} oznaczono rozpiętość płata.
Po zmianie zmiennych przy zastosowaniu zależności:
{\displaystyle z=x\cdot \operatorname {tg} \theta ,}
{\displaystyle S=c\cdot b,}
otrzymuje się dla małych kątów natarcia:
{\displaystyle \Delta P'_{z}=\int \limits _{-\pi /2}^{+\pi /2}{\frac {VV_{z(xz)}\rho bxd\theta }{\cos ^{2}\theta }}=\pi \alpha \cdot {\frac {\rho V^{2}}{2}}\cdot S,}
przy czym wynik nie zależy od wyboru wartości współrzędnej {\displaystyle X_{p}.}
W płaszczyźnie będącej odpowiednikiem {\displaystyle X_{p},} ale znajdującej się przed krawędzią natarcia mamy te same zależności i zmianę pędu o tym samym module, lecz skierowaną do góry osi {\displaystyle z.}
Sumaryczna zmiana pędu w jednostce czasu, równa działającej w kierunku dodatnim osi {\displaystyle z} sile, czyli sile nośnej, jest więc:
{\displaystyle P_{z}=2\cdot \Delta P'_{z}=2\pi \alpha \cdot {\frac {\rho V^{2}}{2}}\cdot S,}
{\displaystyle P_{z}=C_{z}\cdot {\frac {\rho V^{2}}{2}}\cdot S,}
{\displaystyle C_{z}=2\pi \cdot \alpha ,}
{\displaystyle {\frac {{\text{d}}C_{z}}{{\text{d}}\alpha }}=2\pi .}
Otrzymano dla {\displaystyle C_{z}} dokładnie taką samą zależność jaka wynika z teorii Żukowskiego.